# Кузнецов, Иван Фёдорович (Георгиевский кавалер)
Иван Фёдорович Кузнецов (около 1760—1799) — офицер Российского императорского флота, участник русско-турецкой войны (1787—1791) годов, осады крепости Очаков, штурма Измаила. Георгиевский кавалер, капитан-лейтенант.

## Биография
Кузнецов Иван Фёдорович родился около 1760 года. Участник русско-турецкой войны (1787—1791) годов и осады крепости Очаков. 20 августа 1787 года в звании штурмана командовал ботом «Битюг». Вместе с российским фрегатом «Скорый» (командир Обольянинов) на кинбурнском рейде был атакован турецкими флотом. После многочасового сражения, обрубив якорные канаты и отбиваясь от сильнейшего неприятеля, русские суда смогли уйти на Глубокую пристань. 21 августа контр-адмирал Н. С. Мордвинов в рапорте князю Г. А. Потёмкину докладывал: «За долг поставляю донести В. Св., что капитан-лейтенант Обольянинов и штурман Кузнецов всегда признаваемы были лучшими офицерами». Позже Кузнецов из Глубокой пристани перешёл на Кинбурнскую косу, где осматривал на предмет ремонта и использования разбитые корабли турецкого флота.
10 марта 1788 года произведён за отличие в лейтенанты. В мае 1788 года назначен в гребную флотилию принца К. Г. Нассау-Зиген, командовал дубель-шлюпкой, произведён в капитан-лейтенанты. 22 июля 1788 года был пожалован «за отличные подвиги, оказанные в поражении турецких морских сил в 1788 году на лимане при Очакове» орденом Святого Георгия 4 класса № 531 (253).
В сентябре 1788 года командовал дивизией, состоявшей из бомбардирского корабля, двух галер, трёх двойных и одной одинарной шлюпок и пяти канонерских лодок. В 1790 году участвовал в военных действиях на Дунае, командуя отрядом в гребной флотилии О. М. Дерибаса, исполнял обязанности его флаг-адъютанта. 20 октября командовал высадкой морского и сухопутного десанта на реке Дунай. В ноябре-декабре 1790 года участвовал в осаде и штурме Измаила, командовал отрядом гребных судов, проявил личную храбрость в сражении.
10 декабря 1795 года уволен от службы по собственному прошению с награждением пенсией в размере половинного жалованья «в уважение отличной службы и тяжелых ран, полученных в сражениях».
Умер в 1799 году.